# كأس نيوزيلندا 1938
كأس نيوزيلندا 1938 (بالإنجليزية: 1938 Chatham Cup)‏ هو موسم من كأس نيوزيلندا. فاز فيه Waterside Karori ‏.